# Unione Sociale
L'Unione Sociale è un partito politico greco, che si posiziona politicamente nella coalizione del centro/centro-sinistra fondato dall'allora parlamentare Giōrgios Flōridīs, dal 2023 ministro della Giustizia nel governo Mītsotakīs II, fuoriuscito dal Movimento Socialista Panellenico (PASOK), dopodiché coalizzarsi nuovamente con lo stesso nelle elezioni di gennaio 2015.

## Risultati elettorali
| Elezione                  | Voti     | %        | Seggi    | Posizione   |
| ------------------------- | -------- | -------- | -------- | ----------- |
| Parlamentari 2015 (Genn.) | In Pasok | In Pasok | In Pasok | Opposizione |
| Parlamentari 2015 (Sett.) | In Pasok | In Pasok | In Pasok | Opposizione |
| Parlamentari 2019         | In Pasok | In Pasok | In Pasok | Opposizione |
| Parlamentari 2023 (Mag)   | In Pasok | In Pasok | In Pasok | Maggioranza |
| Parlamentari 2023 (Giu)   | In Pasok | In Pasok | In Pasok | Maggioranza |